# 加里曼丹

加里曼丹位置

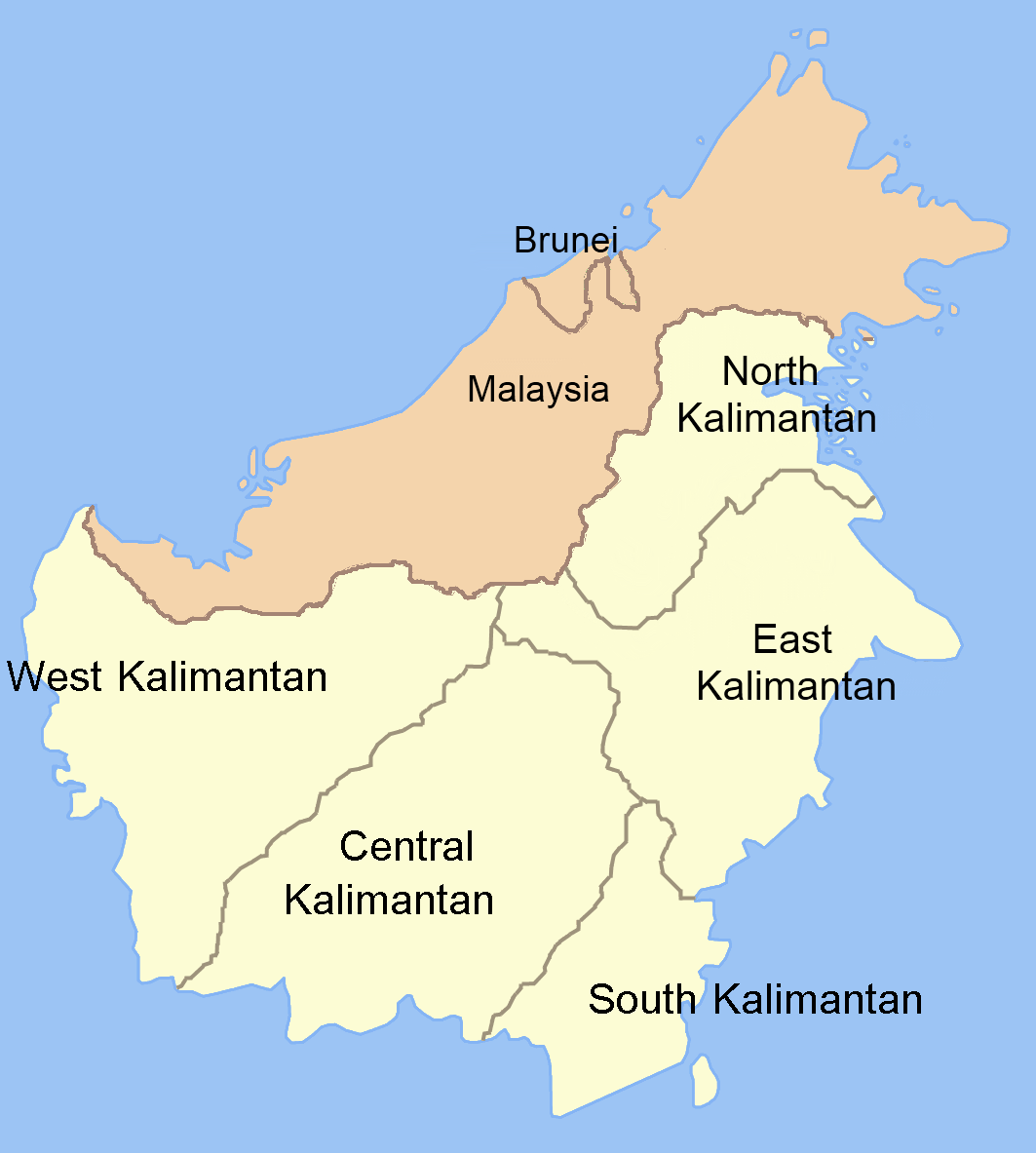
加里曼丹各省

加里曼丹是印尼在婆罗洲岛南部的属地，印尼人稱整個婆羅洲島為加里曼丹島。加里曼丹地區本來是單獨的一個省，之後逐漸分成五個省，即东加里曼丹省、南加里曼丹省、中加里曼丹省、西加里曼丹省和北加里曼丹省。加里曼丹北部与马来西亚的砂拉越和沙巴交接。加里曼丹面積574,194平方公里，佔約整個婆羅洲島面積的3/4。

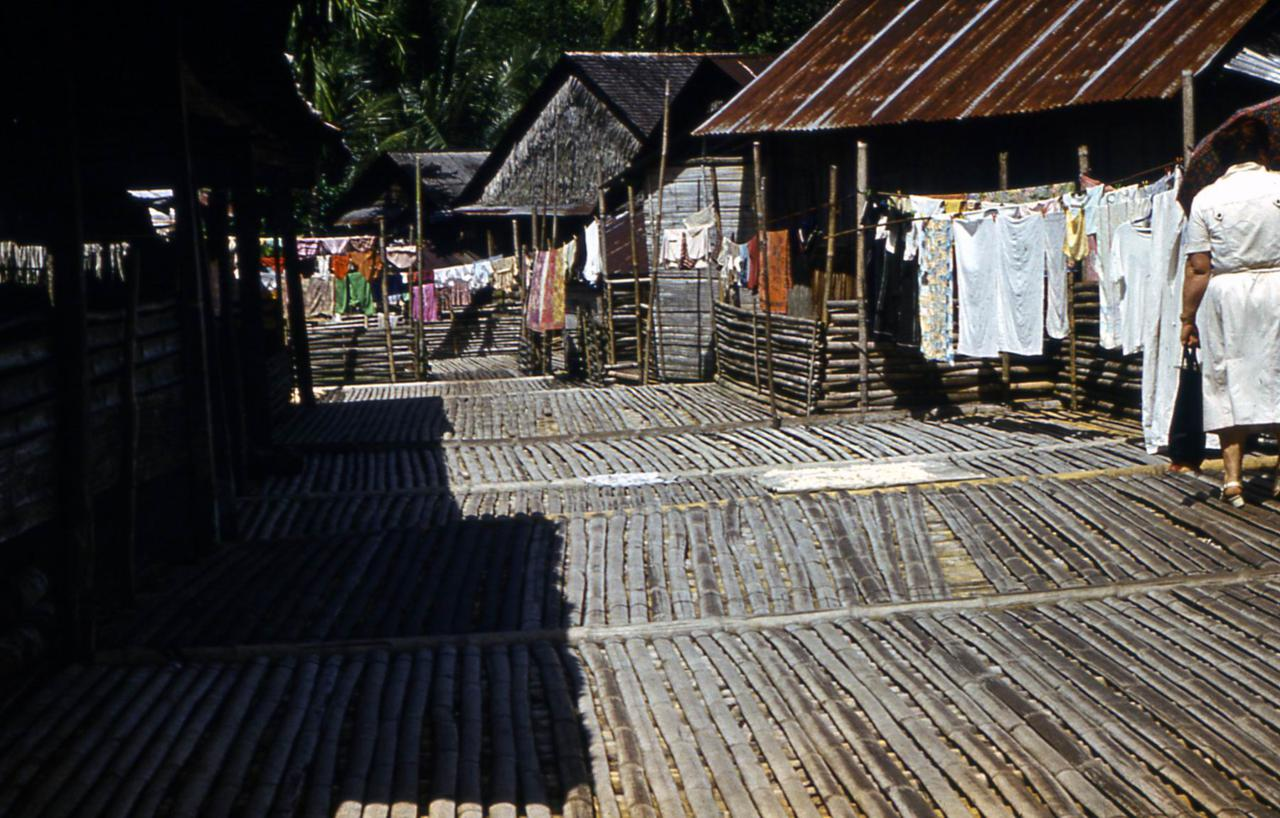

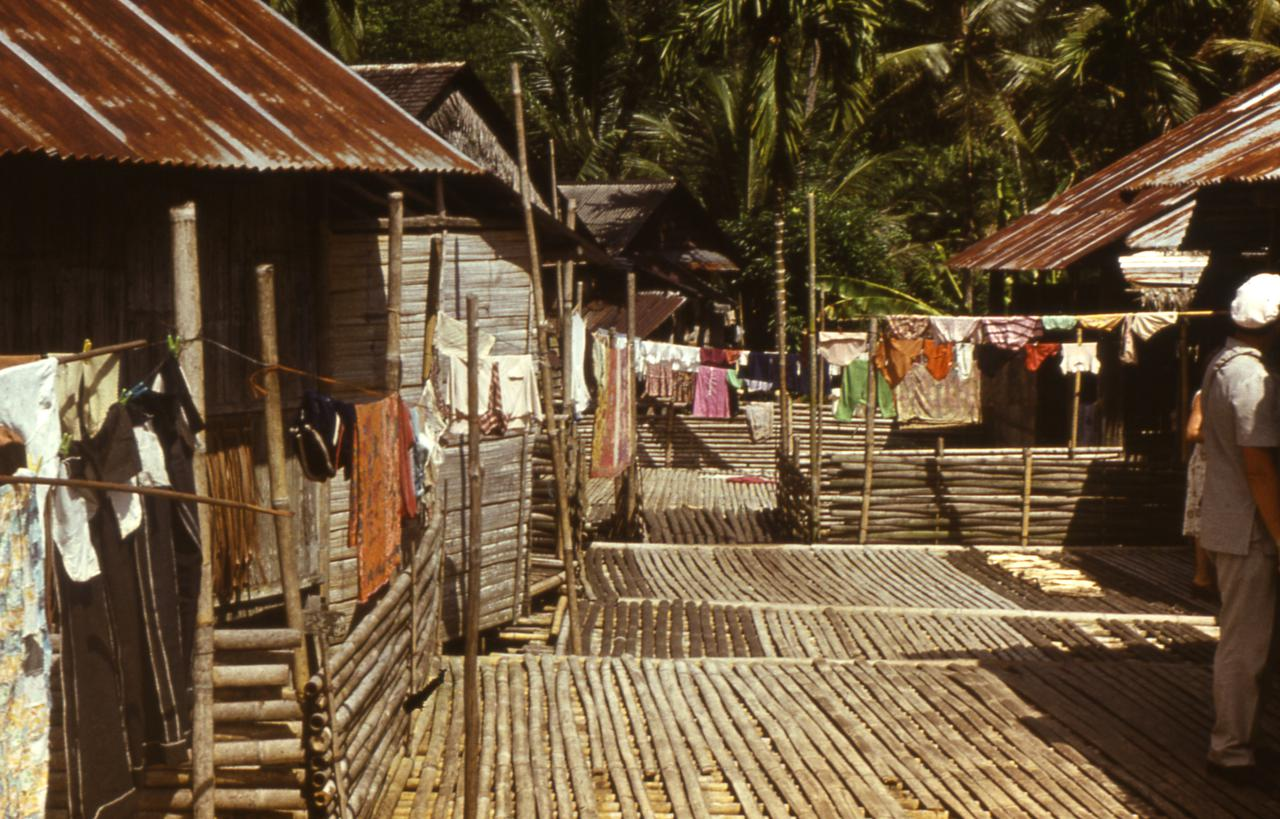

## 歷史
加里曼丹一詞由來不詳。而在馬來西亞的砂勞越，加里曼丹一詞專指在婆羅洲北部某個吃西米的民族。
早期加里曼丹受印度文化影響，加里曼丹出土過5世紀末的梵文碑文及一些不同時期的佛像，另外也發現了11世紀時爪哇式的佛像與印度教的神像。14世紀時，印度化古國三佛齐控制加里曼丹地區。
17世紀，荷蘭開始在加里曼丹地區建立勢力。1777年，客家人羅芳伯在加里曼丹的西部建立世界首個華人共和國-蘭芳共和國。1863年荷蘭設立了殖民地法規，1884年滅蘭芳共和國，到1905年，荷蘭對加里曼丹地區的控制已相當穩定。
第二次世界大戰時期，日本佔領了整個婆羅洲島。1945年8月17日，印尼独立建国。但加里曼丹还没成为印度尼西亚共和国的一部分。
1950年，整個加里曼丹地區成為印尼的一個省。1956年，加里曼丹省分為东加里曼丹省、南加里曼丹省及西加里曼丹省三省。 1958年，從南加里曼丹省分出中加里曼丹省。2012年10月，再从东加里曼丹省划出北加里曼丹省。

## 自然環境遭嚴重破壞

### 曾是世界的重要“綠肺”
在20世紀70年代，印尼全国森林覆盖面积高达74％。當時加里曼丹與南美洲的亚马逊热带雨林被稱為地球的“左右两片肺”。但之後的30年，加里曼丹的森林被濫伐以獲取木桐，且許多森林被开垦为农田或种植园。到2004年時，加里曼丹的原始森林已被破坏了75％，印尼政府在国际的压力下采取了一些措施來制止非法砍伐，但收效不大。

### 印尼政府欲將森林保護區開發成油棕園
2005年，傳出消息印尼政府以国家开發銀行的資金，準備將包括西加里曼丹的倍吞克理浑國家公園及東加里曼丹的卡沿门他让國家公園在內，約180萬公頃的受保護林區開發成油棕園。
這片地區地方是所謂的婆羅洲之心的一部份，婆羅洲約20條主要河流中的14條都發源于此。這裡也是瀕危物種例如紅毛猩猩和婆羅洲金貓（英文：Borneo Bay Cat）的棲居地。
而印尼法例第5/1990表明禁止將森林保護區改為油棕園，顯然印尼政府已經違背了自己的法律。2005年9月16日《世界自然基金會電子報》公開發表譴責印尼政府的文章。